# Ai Xiaoming
Ai Xiaoming (xinès simplificat: 艾晓明; Wuhan, 1953) professora de literatura, escriptora, traductora, activista política i directora de documentals.

## Biografia
Ai Xiaoming va néixer a Wuhan (Xina) el novembre de 1953. Néta d'un general del Guomingdang i filla d'un "contrarevolucionari" a qui va haver de denunciar a l'inici de la Revolució Cultural el 1966 .El 1981 es va graduar al departament de xinès de la Universitat Normal de la Xina Central. Després, de 1985 a 1987, es va especialitzar en literatura xinesa contemporània a la Universitat Normal de Pequín.

### Activitat acadèmica
De 1988 a 1994, va ensenyar a l'Institut Xinès d'Estudis de Política Juvenil, abans de ser nomenada professora a la Universitat Sun Yat-Sen de Canton, fins a la seva jubilació el 2004; professora de literatura comparada, autora de vuit llibres de teoria i història literària.
Com a traductora s'ha especialitzat en l'obra de Milan Kundera.

### Documentalista i activista
Ai Xiaoming és un dels principals documentalistes i activistes polítics de la Xina. Des de l'any 2004, ha realitzat més de dues dotzenes de pel·lícules. Va començar lluitant, contra la discriminació i la violència contra les dones, per després ampliar el seu camp de visió per convertir el seu cinema en un testimoni de les injustícies ique limiten drets i llibertats individuals.
A partir de 1981 va publicar principalment articles de crítica literària, i no va participar en les protestes de 1989 .L'any 1999 la seva perspectiva va canviar, després d'un any passat als Estats Units, a la Universitat del Sud, a Sewanee, Tennessee.
L'any 2003, va fer que els seus alumnes interpretessin l'obra de teatre d'Eve Ensler "Els monòlegs de la vagina" (阴道 独白) que ella mateixa va traduir, una actuació de la qual va fer dos vídeos, un sobre l'escena i l'altre sobre el "make-off".
El 2004, va fer un documental sobre violència sexual i discriminació contra les dones a l'àmbit acadèmic, basat en un incident al campus de la Universitat Sun Yat-Sen: "The White Ribbon" (白 丝带). Però el que la va sorprendre, la va indignar i la va empènyer a participar en l'activisme des d'una perspectiva molt més àmplia va ser la mort de Sun Zhigang a la presó l'abril de 2003, el que s'ha anomenat "l'incident de Sun Zhigang." (孙志刚 事件).
El 2010 va rebre el Premi Simone de Beauvoir per a la llibertat de les dones.
El 2013 inspirada per Ai Weiwei, Ai va provocar la ira dels funcionaris quan es va posar en topless amb paraules escrites al pit que parlaven en nom de la quantitat de nens agredits sexualment a la Xina i va demanar l'alliberament de Ye Haiyan, una altra defensora dels drets de les dones que va ser detinguda durant 13 anys. Pocs dies després Ai, ja semi-jubilada, va veure tallades les seves connexions telefòniques i a Internet. També se li va prohibir rebre amics a casa seva, al districte de Panyu,

## Filmografia
- 2004: Les Monologues du vagin,(阴道独白·中文演出)

- 2004: Le Ruban blanc Bai sidai (白丝带)

- 2005: Peindre pour la Révolution (为革命画画), corealitzada amb Hu Jie.

- 2005: Le Jardin du paradis (Tiantang huayuan) (天堂花园), amb Hu Jie.), Un documental sobre un cas de violació-

- 2005 Le Village de Taishi (Taishicun) (太石村) On explica els abusos comesos en les zones rurals

- 2006: L’Épopée des Plaines centrales (Zhongyuan jishi) (中原纪事)

- 2006: Sexualités, genres et droits en Asie (Xing, xingbie yu quanli) (性、性别与权利：亚洲首届酷儿研究大会).

- 2007: The House of Care and Love (Guan’ai zhijia) (关爱之家) .amb Hu Jie.. S'inspira inicialment en un article del China Economic Times que informava sobre la situació dels malalts de sida a Xingtai, província de Hebei.[4]

- 2008: Le Train qui mène chez moi (Kaiwang jiaxiang de lieche) (开往家乡的列车)

- 2009: Nos enfants (Women de waw) (我们的娃娃)

- 2009: Une enquête citoyenne (Gongmin diaocha) (公民调查).

- 2010: Pourquoi les fleurs sont si rouges (Huaer weisheme zheyang hong) (花儿为什么这样红).

- 2010: La rivière de l’oubli (Wang chuan) (忘川)

- 2010: Ennemi de l’Etat (Guojia de diren) (国家的敌人) Sobre l'activista Tan Zuoren.

- 2011: Reviens à la maison (Tianxi !) (田喜回家 !),

- 2011: Carte postale à Wang Lihong (明信片：致荔蕻),

- 2012: Trois jours à Wukan (乌坎三日) Sobre l'experiència de posar en marxa un procés de democràcia local al poble de Wukan. Posteriorment el poble va ser assaltat per la policia a mitjans de setembre de 2016 i els principals funcionaris del poble van ser detinguts, posant fi a l'experiència.[1]

- 2013: L'enfant fantôme 《神的孩子》

- 2014 New Citizen's Trial (新公民案审判)